# Kevin Mattison
Kevin Robert Mattison (né le 20 septembre 1985 à Fort Lauderdale, Floride, États-Unis) est un voltigeur des Ligues majeures de baseball évoluant avec les Marlins de Miami.

## Carrière
Athlète évoluant à l'Université de Caroline du Nord à Asheville, Kevin Mattison est drafté en 28e ronde par les Marlins de la Floride en 2008. Il fait ses débuts dans le baseball majeur avec les Marlins (depuis renommés Marlins de Miami) le 12 mai 2012.